# 鄱陽郡
鄱陽郡（はよう-ぐん）は、中国にかつて存在した郡。後漢末から唐代にかけて、現在の江西省北東部に設置された。

## 概要
210年（建安15年）、孫権により豫章郡が分割され、鄱陽郡が立てられた。鄱陽郡は揚州に属し、郡治は鄱陽県に置かれた。
291年（元康元年）、揚州と荊州の10郡を合わせて江州が立てられると、鄱陽郡は江州に転属した。晋の鄱陽郡は広晋・鄱陽・楽安・余汗・鄡陽・歴陵・葛陽・晋興の8県を管轄した。
南朝宋のとき、鄱陽郡は広晋・鄱陽・余干・上饒・葛陽・楽安の6県を管轄した。
南朝斉のとき、鄱陽郡は鄱陽・余干・葛陽・楽安・広晋・上饒の6県を管轄した。
南朝梁のとき、鄱陽郡は呉州に転属した。
589年（開皇9年）、隋が南朝陳を滅ぼすと、鄱陽郡は廃止されて、饒州に編入された。607年（大業3年）に州が廃止されて郡が置かれると、饒州は鄱陽郡と改称された。鄱陽郡は鄱陽・余干・弋陽の3県を管轄した。
621年（武徳4年）、唐が江南を平定すると、鄱陽郡は饒州と改められた。742年（天宝元年）、饒州は鄱陽郡と改称された。758年（乾元元年）、鄱陽郡は饒州と改称され、鄱陽郡の呼称は姿を消した。